# Metropolia Gatineau
Metropolia Gatineau – metropolia Kościoła rzymskokatolickiego we wschodniej Kanadzie w prowincji Quebec. Obejmuje metropolitalną archidiecezję Gatineau i trzy diecezje. Została ustanowiona 30 października 1990 roku jako metropolia Gatineau-Hull. Obecną nazwę uzyskała 28 października 2005 roku.
W skład metropolii wchodzą:
- Archidiecezja Gatineau
- Diecezja Amos
- Diecezja Rouyn-Noranda